# Mala loža u Trogiru
Mala loža u gradiću Trogiru, Obala bana Berislavića 11, zaštićeno kulturno dobro.

## Opis dobra
Mala loža u Trogiru nalazi se van gradskih zidina, istočno od južnih gradskih vrata. Podignuta je u prvoj polovici 16.st. na pravokutnom tlocrtu, od kamenih klesanaca i natkrita troslivnim krovom pokrivenim kupom kanalicom. Na zapadnom i južnom zidu je u pravilnom ritmu postavljeno osam oktogonalnih stupova, te polustup na istoku. Imaju profilirane kvadratne baze, a nose kamene grede i drveno krovište. U ložu se ulazi kroz središnje otvore na južnoj i zapadnoj strani. Služila je za smještaj putnika, a u novije vrijeme kao ribarnica.

## Zaštita
Pod oznakom Z-1409 zaveden je kao nepokretno kulturno dobro - pojedinačno, pravna statusa zaštićena kulturnog dobra, klasificirano kao "javne građevine".